# Atletica leggera ai Giochi della XXX Olimpiade - Marcia 20 km maschile

Video ufficiale della gara

Ai Giochi della XXX Olimpiade, la competizione della marcia 20 km maschile si è svolta il 4 agosto 2012 nella città di Londra.

## Presenze ed assenze dei campioni in carica
Per i campionati europei si considera l'edizione del 2010.
| Competizione                   | Atleta              | Prestazione | Londra 2012  |
| ------------------------------ | ------------------- | ----------- | ------------ |
| Olimpiadi 2008                 | Valerij Borčin      | 1h19'01"    | Presente     |
| Commonwealth 2010              | Jared Tallent       | 1h22'18"    | Presente     |
| Europei 2010                   | Alex Schwazer       | 1h20'38"    | Squalificato |
| Asiatici 2014                  | Wang Hao            | 1h20'50”    | Non selez.   |
| Panamericani 2011              | Erick Barrondo      | 1h21'51"    | Presente     |
| Africani 2011                  | Hassanine Sebei     | 1h24'53”    | Presente     |
| Mondiali 2011                  | Luis Fernando López | 1h20'38"    | Presente     |
| Coppa del mondo di marcia 2012 | Wang Zhen           | 1h19'13"    | Presente     |

## Record
| Record mondiale      | Vladimir Kanaykin   | 1h17'16" | Saransk | 29 settembre 2007 |
| Record olimpico      | Robert Korzeniowski | 1h18'59" | Sydney  | 22 settembre 2000 |
| Capolista stagionale | Alex Schwazer       | 1h17'30" | Lugano  | 18 marzo 2012     |

## Ordine d'arrivo
Sabato 4 agosto, ore 17:00.
| Pos. | Atleta                | Paese         | Tempo    | Note                                     |
| ---- | --------------------- | ------------- | -------- | ---------------------------------------- |
| 1    | Chen Ding             | Cina          | 1h18'46" |                                          |
| 2    | Erick Barrondo        | Guatemala     | 1h18'57" |                                          |
| 3    | Wang Zhen             | Cina          | 1h19'25" |                                          |
| 4    | Cai Zelin             | Cina          | 1h19'44" |                                          |
| 5    | Miguel Ángel López    | Spagna        | 1h19'49" | Miglior prestazione personale            |
| 6    | Éder Sánchez          | Messico       | 1h19'52" | Miglior prestazione personale stagionale |
| 7    | Jared Tallent         | Australia     | 1h20'02" | Miglior prestazione personale stagionale |
| 8    | Bertrand Moulient     | Francia       | 1h20'12" | Miglior prestazione personale            |
| 9    | Robert Heffernan      | Irlanda       | 1h20'18" | Miglior prestazione personale stagionale |
| 10   | Irfan Kolothum Thodi  | India         | 1h20'21" |                                          |
| 11   | João Vieira           | Portogallo    | 1h20'41" | Miglior prestazione personale stagionale |
| 12   | Dzianis Simanovič     | Bielorussia   | 1h20'42" | Miglior prestazione personale            |
| 13   | Iñaki Gómez           | Canada        | 1h20'58" |                                          |
| 14   | Erik Tysse            | Norvegia      | 1h21'00" | Miglior prestazione personale stagionale |
| 15   | Aléxandros Papamihaíl | Grecia        | 1h51'12" |                                          |
| 16   | Ivan Trocki           | Bielorussia   | 1h21'23" | Miglior prestazione personale stagionale |
| 17   | Kim Hyunsub           | Corea del Sud | 1h21'36" | Miglior prestazione personale stagionale |
| 18   | Isamu Fujisawa        | Giappone      | 1h21'48" |                                          |
| 19   | Dawid Tomala          | Polonia       | 1h21'55" |                                          |
| 20   | Éider Arévalo         | Colombia      | 1h22'00" |                                          |
| 21   | André Höhne           | Germania      | 1h22'02" |                                          |
| 22   | Juan Manuel Cano      | Argentina     | 1h22'10" |                                          |
| 23   | Anton Kucmin          | Slovacchia    | 1h22'25" | Miglior prestazione personale            |
| 24   | Grzegorz Sudoł        | Polonia       | 1h22'40" |                                          |
| 25   | Takumi Saito          | Giappone      | 1h22'43" |                                          |
| 26   | Trevor Barron         | Stati Uniti   | 1h22'46" |                                          |
| 27   | Mazar Kovalenko       | Ucraina       | 1h22'54" |                                          |
| 28   | James Rendón          | Colombia      | 1h22'54" | Miglior prestazione personale stagionale |
| 29   | Rafał Augustyn        | Polonia       | 1h23'17" |                                          |
| 30   | Ruslan Dmytrenko      | Ucraina       | 1h23'21" |                                          |
| 31   | Youngjun Byun         | Corea del Sud | 1h23'26" |                                          |
| 32   | Máté Helebrandt       | Ungheria      | 1h23'32" | Miglior prestazione personale            |
| 33   | Gurmeet Singh         | India         | 1h23'34" |                                          |
| 34   | Isaac Palma           | Messico       | 1h23'35" |                                          |
| 35   | Georgiy Sheiko        | Kazakistan    | 1h23'52" |                                          |
| 36   | Yūsuke Suzuki         | Giappone      | 1h23'53" | Miglior prestazione personale stagionale |
| 37   | Andrej Krivov         | Russia        | 1h24'17" |                                          |
| 38   | Chris Erickson        | Australia     | 1h24'19" |                                          |
| 39   | Caio Bonfim           | Brasile       | 1h24'45" |                                          |
| 40   | Marius Žiukas         | Lituania      | 1h24'45" |                                          |
| 41   | Yerko Araya           | Cile          | 1h25'27" | Miglior prestazione personale stagionale |
| 42   | Giorgio Rubino        | Italia        | 1h25'28" |                                          |
| 43   | Baljinder Singh       | India         | 1h25'39" |                                          |
| 44   | Mauricio Arteaga      | Ecuador       | 1h25'51" |                                          |
| 45   | Arnis Rumbenieks      | Lettonia      | 1h26'26" |                                          |
| 46   | Ever Palma            | Messico       | 1h26'30" |                                          |
| 47   | Ivan Losev            | Ucraina       | 1h26'50" |                                          |
| 48   | Predrag Filipovic     | Serbia        | 1h27'22" |                                          |
| -    | Luis Fernando López   | Colombia      | SQ       |                                          |
| -    | Vladimir Kanajkin     | Russia        | SQ       |                                          |
| -    | Adam Rutter           | Australia     | Rit.     |                                          |
| -    | Álvaro Martín         | Spagna        | Rit.     |                                          |
| -    | Ebrahim Rahimian      | Iran          | Rit.     |                                          |
| -    | Chilsung Park         | Corea del Sud | Rit.     |                                          |
| -    | Hassanine Sebei       | Tunisia       | Rit.     |                                          |
| -    | Valerij Borčin        | Russia        | Rit.     | dq                                       |